# Castrato
Castrato là một loại giọng hát nam cổ điển tương đương với giọng soprano, mezzo-soprano, or contralto. Giọng này được tạo ra bởi ca sĩ bị thiến trước tuổi dậy thì, hoặc nó xảy ra ở một người, do tình trạng nội tiết, không bao giờ đạt đến sự trưởng thành về giới tính.
Thiến trước tuổi dậy thì (hoặc trong giai đoạn đầu) ngăn ngừa thanh quản của bé trai khỏi biến đổi bởi các sự kiện sinh lý bình thường của tuổi dậy thì. Kết quả là, phạm vi giọng hát của sự chuẩn bị trước (có chung ở cả hai giới) được giữ lại phần lớn, và giọng nói phát triển theo cách duy nhất. Thiến trước khi trưởng thành cho mục đích này giảm đáng kể vào cuối thế kỷ 18 và đã bị làm nhầm ở Ý vào năm 1870.
Khi cơ thể castrato phát triển, sự thiếu hụt testosterone của người đàn ông có nghĩa là vết bớt (khớp xương) của ông không cứng lại theo cách thông thường. Vì thế các chi của castrati thường tăng lên bất thường, cũng như xương xương sườn của họ. Điều này, kết hợp với đào tạo chuyên sâu, đã cho họ sức mạnh phổi và năng lượng thở. Hoạt động qua các dây thanh nhạc nhỏ, có kích thước nhỏ, tiếng nói của họ cũng rất linh hoạt và khá khác so với tiếng nói của người trưởng thành tương đương. Dải thanh nhạc của họ cao hơn so với nam thanh niên chưa được bộc lộ. Nghe những bản ghi còn sót lại duy nhất của castrato (xem bên dưới), người ta có thể nghe thấy phần dưới của giọng nói có vẻ như là một giọng nam"rất cao", với cao độ phía trên giống như falsetto hơn.
Castrato hiếm khi được nhắc đến như vậy: vào thế kỷ 18, âm nhạc cổ điển (pl musici) được sử dụng rộng rãi hơn, mặc dù nó thường mang những hàm ý xúc phạm, một từ đồng nghĩa khác là evirato, có nghĩa đen là "bị mổ xẻ". Thái giám là một thuật ngữ chung hơn, vì trong lịch sử nhiều vị thái nhân đã bị thiến sau tuổi dậy thì và do đó việc thiến không ảnh hưởng đến giọng nói của họ.